# Quiina gentryi
Quiina gentryi är en tvåhjärtbladig växtart som beskrevs av J.V.Schneid. och Zizka. Quiina gentryi ingår i släktet Quiina och familjen Ochnaceae. Inga underarter finns listade i Catalogue of Life.